# Екатериновка (Новошешминский район)
 Екатериновка  — деревня в Новошешминском районе Татарстана. Входит в состав Краснооктябрьского сельского поселения.

## География
Находится в центральной части Татарстана на расстоянии приблизительно 12 км по прямой на юго-восток от районного центра села Новошешминск.

## История
Основана во 2-й половине XVIII в. До реформы 1861 г. жители относились к категории помещичьих крестьян. Занимались земледелием, разведением скота. В начале XX в. в Екатериновке функционировали мельница и мелочная лавка. В 1909 году в деревне была открыта церковно–приходская школа, но самой церкви не было. В 2005 году был благоустроен родник. 

## Население
Постоянных жителей было: в 1859—393, в 1897—612, в 1908—667, в 1920—809, в 1926—550, в 1938—719, в 1958—615, в 1970—347, в 1979—203, в 1989 — 83, в 2002 − 152 (русские 85 %), 115 в 2010.

## Инфраструктура
Клуб.

## Экономика
Полеводство, молочное скотоводство. 

## Религия
Екатерининская часовня на Святом ключе. 